# Kalāteh-ye Fāẕel
Kalāteh-ye Fāẕel (persiska: کلاته فاضل) är en ort i Iran.   Den ligger i provinsen Khorasan, i den nordöstra delen av landet, 800 km öster om huvudstaden Teheran. Kalāteh-ye Fāẕel ligger 1 046 meter över havet och antalet invånare är 493.
Terrängen runt Kalāteh-ye Fāẕel är huvudsakligen platt, men norrut är den kuperad.Runt Kalāteh-ye Fāẕel är det ganska glesbefolkat, med 35 invånare per kvadratkilometer. Närmaste större samhälle är Kalāteh-ye Marvī, 2,0 km sydost om Kalāteh-ye Fāẕel. Omgivningarna runt Kalāteh-ye Fāẕel är i huvudsak ett öppet busklandskap.